# Подводные лодки проекта 201
Подводные лодки проекта 201 (нем. Klasse 201) — серия германских дизель-электрических подводных лодок. Подводные лодки проекта 201, спроектированные в конце 1950-х годов, стали первым классом подводных лодок, построенным в Германии после окончания Второй мировой войны и предназначались для выполнения задач береговой обороны. Всего в серии планировалось построить 12 лодок, но в итоге были закончены по первоначальному проекту и вступили в строй лишь три. Для снижения заметности корпуса подводных лодок проекта 201 выполнялись из немагнитных сталей, но уже с самого начала их эксплуатации выявилась их низкая коррозионно-механическая прочность, в результате в среде морской воды в стали развивалась межкристаллитная коррозия, из-за чего остальные 9 запланированных к постройке лодки были срочно модифицированы и стали обозначаться уже как проект 205. Подводные лодки проекта 201 оставались на вооружении ВМС Германии до 1971 года, после чего были пущены на слом.

## Представители
| Название | Заводской номер | Судоверфь           | Дата закладки | Спуск на воду   | Ввод в строй  | Судьба                                               |
| -------- | --------------- | ------------------- | ------------- | --------------- | ------------- | ---------------------------------------------------- |
| U 1      | S 180           | Howaldtswerke, Киль |               | 21 октября 1961 | 20 марта 1962 | перестроена в 1967 по проекту 205                    |
| U 2      | S 181           | Howaldtswerke, Киль |               | 25 января 1962  | 3 мая 1962    | перестроена в 1966 по проекту 205                    |
| U 3      | S 182           | Howaldtswerke, Киль |               | 7 мая 1962      | 20 июля 1964  | С 1962 по 1964 в ВМС Норвегии, пущена на слом в 1971 |